# 니키 힐
니키 힐(Nikki Gil, 1987년 8월 23일 ~ )은 필리핀의 가수, 배우, 사회자, 모델이다.